# I Run to You
"I Run to You" é uma canção da banda americana de gênero country, Lady Antebellum. Foi lançado oficialmente como o terceiro single do álbum de estreia auto-intitulado. Hillary Scott, Charles Kelley, e Dave Haywood, cantores da banda, co-escreveu a música com Tom Douglas. "I Run to You" é o primeiro single da banda a chegar na posição #1 na Hot Country Songs, chegando a esse pico em julho de 2009. A canção aparece em Now That's What I Call Country Volume 2 e Now That's What I Call Music 31.
A canção ganhou em o prêmio "CMA" Canção do Ano CMA em 11 de novembro de 2009. No mesmo ano ganhou o prêmio Grammy Best Country Performance by a Duo or Group with Vocals e foi nomeado para o Grammy de Melhor Canção Country em 2 de dezembro de 2009, mas perdeu para "White Horse" da Taylor Swift.
No Reino Unido e na Europa, "I Run to You" foi o segundo single retirado de sua necessidade que você álbum Agora. Foi lançado em 9 de agosto de 2010, em apoio de sua estreia de show ao vivo do Reino Unido no Shepherds Bush Empire. O single fez a lista A lista da BBC Radio 2. The single made the A-list playlist on BBC Radio 2.
A canção não obteve um bom desempenho em outros países. No Reino Unido a canção chegou apenas na posição de número #118, nos Estados Unidos a canção teve um bom desempenho, chegou a primeira posição na Hot Country Songs, e em #27 na Billboard Hot 100, a canção foi certificada pela Recording Industry Association of America por vender um milhão de downloads digitais.

## Antecedentes e gravação
Antes de "I Run to You", Lady Antebellum já havia lançado dois singles intitulados "Love Don't Live Here" e "Lookin' for a Good Time" respectivamente. As duas canções não alcançaram boas posições nas paradas, Lady Antebellum já havia trabalhado com o cantor de música pop Jim Brickmam, na canção "Never Alone". "Lookin' for a Good Time" chegou no top 20 da parada Hot Country Songs, sendo a segunda canção a alcançar tal feito.
"I Run to You" é um mid-tempo com guitarra elétrica e de acompanhamento com seção de cordas. Nele, os narradores - vocalistas Charles Kelley e Hillary Scott, em estado que giram entre si para escapar da negatividade e do preconceito do mundo.

## Recepção
Brady Vercher da The 9513 publicou uma negatividade, chamando-lhe "uma profissão vaga de amor" e acrescentando: "A canção aparece como intencionalmente obscura porque quer não se desenvolve plenamente a ideia, não se torna confortável a abertura nas letras, ou eles simplesmente não sentem a necessidade de concentrar-se na letra que não seja como um dispositivo para apoiar a melodia". Dan Milliken do Country Universe deu à canção uma classificação 'B', dizendo que "á música soa suavemente e não tentam fazer a música ficar mais importante do que realmente ela é".
Paul Worley, que co-produziu o álbum, disse: "A música é uma expressão contra o ódio, o preconceito, a negatividade, a corrida de ratos, mas, finalmente, a redenção do amor! E tem uma melodia irresistível, encaixando e balançando a cabeça. O que poderia ser melhor?".

## Videoclipe

Cena onde o tocador de violão empresta dinheiro ao empresário

O vídeo da música, dirigido por Adam Boatman, foi liberado em março de 2009. O vídeo segue uma cadeia de eventos, que mostra como uma boa ação leva a outra.
Um segundo vídeo para o lançamento europeu de "I Run to You" foi filmado e estreou na página de sua gravadora Parlophone no YouTube em 30 de julho de 2010. Este vídeo alternativo foi dirigido por Christopher Sims.

### Sinopse
Ele começa com uma mãe dando dinheiro a filha para ela dar a um homem tocando violão na calçada, que entra em uma loja de café e empresta dinheiro a um empresário que deixou a carteira em casa. O empresário, então, ajuda uma mulher a pegar a pilha de papéis que se espalha no chão quando ela cai. Mais tarde, a mulher ocupa um lugar no banco e espera o ônibus. A mãe desde o começo chega no ponto de ônibus e ela dá o seu lugar para ela. Incluído cenas da banda cantando em um pequeno quarto de hotel.

## Formatos e listas de faixas
Dowlnoad Digital (Europa, Reino Unido, Alemanha, França)
1. "I Run to You" - 4:18
2. "I Run to You" (Live at The Ryman) - 5:01

## Histórico de lançamento
| País           | Data                  | Formato                   | Gravadora                     |
| -------------- | --------------------- | ------------------------- | ----------------------------- |
| Estados Unidos | 26 de janeiro de 2009 | Download digital, Airplay | Capitol Nashville             |
| União Europeia | 9 de agosto de 2010   | Download digital          | Parlophone, Capitol Nashville |

## Desempenho comercial
"I Run to You" estreou na 50ª posição na parada Hot Country Songs em 31 de janeiro de 2010. Depois de passar 26 semanas na parada, a canção tornou-se o primeiro hit número um para a semana de 25 de julho de 2009. A música também se tornou o primeiro top 40 na Billboard Hot 100, onde chegou á 27ª posição. Nas paradas de fim de ano, "I Run to You" ficou na 1ª posição na tabela de música country dos Estados Unidos. Ela também estreou na 30ª posição na parada Hot Adult Top 40 Tracks no dia 27 de julho de 2010. Também estreou na 27ª posição na Hot Adult Contemporary Tracks no dia 04 de setembro de 2010. A canção foi certificada no Estados Unidos como platina.

## Desempenho nas tabelas musicais

### Posição na paradas
| Parada (2009-2010)                             | Melhor posição |
| ---------------------------------------------- | -------------- |
| Canadá - Canadian Hot 100                      | 20             |
| Estados Unidos - Billboard Hot 100             | 21             |
| Estados Unidos - Billboard Adult Contemporary  | 21             |
| Estados Unidos - (Billboard) Hot Country Songs | 1              |
| Estados Unidos - Billboard Adult Pop Songs     | 20             |
| Portugal - TOP 30 RING TONES                   | 15             |

| Tabelas musicais (2011)                  | Posição |
| ---------------------------------------- | ------- |
| Estados Unidos - Billboard Hot 100       | 90      |
| Estados Unidos - Billboard Country Songs | 1       |

## Créditos
- John Catchings – Violoncelo
- Chad Cromwell – Bateria (instrumento musical)
- David Davidson – Violino
- Jason "Slim" Gambill – Guitarra elétrica
- Jim Grosjean – Viola
- Dave Haywood – Guitarra elétrica, Guitarra acústica, Vocal de apoio
- Charles Kelley – Vocalista
- Rob McNelley – Guitarra elétrica
- Sari Reist – Violoncelo
- Hillary Scott – Vocalista
- Pamela Sixfin – Violino
- Mary Kathryn Vanosdale – Violino
- Kristin Wilkinson – Viola
- Karen Winkelman – Violino
- Paul Worley] – Guitarra elétrica
- Craig Young – Baixo